# Meidling

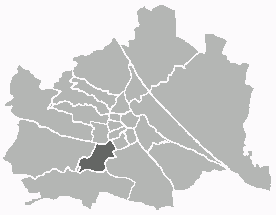
Poloha obvodu na mapě Vídně

Meidling ( [ˈmaɪ̯tlɪŋ]) je 12. vídeňský městský okres. Je situován jihozápadně od centra města. Jako městský okres byl ustanoven v roce 1892. V tomto velmi hustě zalidněném obvodě o rozloze 8,16 km2 žilo k 1. lednu 2024 celkem 101 714 obyvatel. Je zde značné množství obytných domů, ale i velké parky a rekreační zóny. Meidling je historicky dělnickým obvodem.

## Poloha
12. obvod leží na jihozápadě Vídně, asi 5–10 km od Vnitřního Města. Rozkládá se od údolí řeky Vídeňky (Wien) směrem k jihu v oblasti mezi kopcem Wienerberg v 10. obvodě a vrchem Grünberg ve 13. obvodě, tedy na západ od okruhu Gürtel a jihovýchodně od zámku Schönbrunn.

## Historie
Meidling sestává z pěti částí, dříve vesnic: Obermeidlingu, Untermeidlingu, Gaudenzdorfu, Hetzendorfu a Altmannsdorfu. Obermeidling a Untermeidling tvořily až do roku 1806, kdy došlo k jejich rozdělení, společně obec zvanou Meidling.
První písemná zmínka o místě zvaném Altmannsdorf pochází z roku 1314. Altmannsdorf si dodnes podržel svůj venkovský charakter.
První písemná zmínka o Hetzendorfu pochází z roku 1190, kdy tuto ves získal jako léno jistý Henricus von Hetzendorf. Později se stala majetkem kláštera v Klosterneuburgu a Řádu německých rytířů. V 18. století se toto místo stalo obytnou kolonií.
Osídlení v Meidlingu se v záznamech objevuje jako "Murlingen" již od roku 1104. Zdejší oblast náležela původně klášteru v Klosterneuburgu. Ve středověku se zde rozprostíraly převážně zemědělské usedlosti a vinice.
V roce 1755 byla v oblasti Meidlingu objevena sirná ložiska, což vedlo k tomu, že se tato místa a zdejší lázně Theresienbad staly oblíbeným místem Vídeňanů. Koncem 18. století zde začaly vznikat průmyslové závody, jež zcela změnily charakter této oblasti. To vedlo v roce 1806 k rozdělení v té době již značně rozlehlého Meidlingu na horní, Obermeidling, a dolní, Untermeidling, část.
V roce 1819 se v místech dnešního vídeňského okruhu zrodilo předměstí Gaudenzdorf, v němž se, díky tehdejší situaci ve Vídni usídlili barvíři, koželuhové a jircháři, jakož i provozovatelé prádelen.
1. ledna 1892 byla tato předměstí sloučena do 12. vídeňského městského okresu nazvaného Meidling, z něhož se následně stal typický dělnický obvod.